# 钱宙

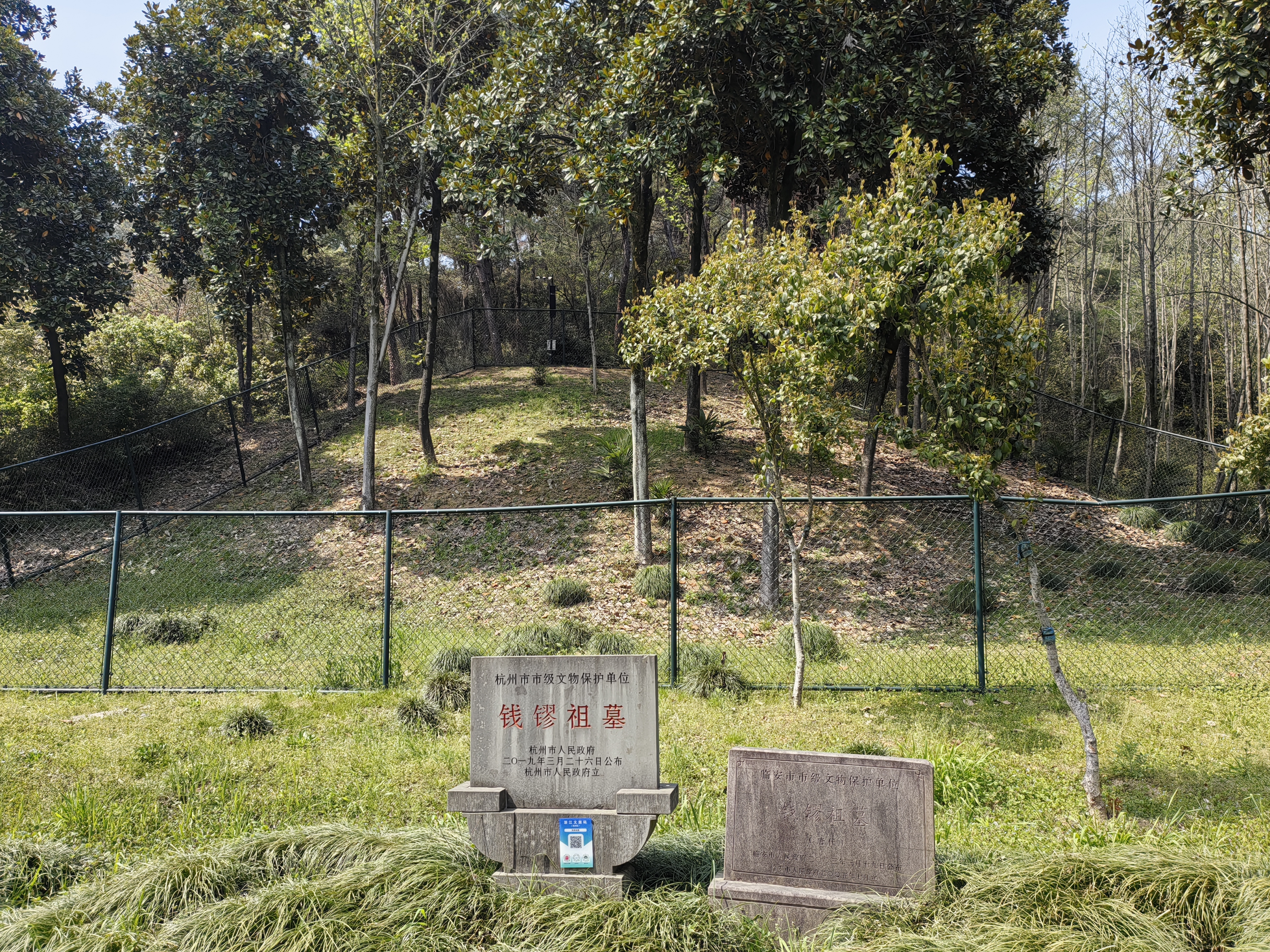
钱镠祖墓為錢鏐祖父钱宙的墓葬

钱宙（?—859年），字遵古，唐朝末年杭州临安人，为杭州平民，是钱宽的父親，钱镠的祖父。
钱宙喜欢读扬雄的《太玄》，859年薨。钱镠已经发迹。唐廷追封太府卿、太尉、同中书门下平章事。907年，后梁封钱镠为吴越王，在杭州建立吴越国。910年，钱宙被后梁太祖朱温封為国王，諡號建初王，在安国衣锦军建庙。